# Protomoerbes aberrans
Protomoerbes aberrans är en fjärilsart som beskrevs av Heinrich 1956. Protomoerbes aberrans ingår i släktet Protomoerbes och familjen mott. Inga underarter finns listade i Catalogue of Life.